# Brochocoleus alatus
Brochocoleus alatus is een keversoort uit de familie Ommatidae. De wetenschappelijke naam van de soort is voor het eerst geldig gepubliceerd in 1994 door Ponomarenko.